# Chaimongkol Botnok
Chaimongkol Botnok (thailändisch ชัยมงคล บทนอก, * 17. Mai 1993), auch als Neng bekannt, ist ein thailändischer Fußballspieler.

## Karriere
Chaimongkol Botnok spielte von 2017 bis Mitte 2018 beim Udon Thani FC. Der Verein aus Udon Thani spielte in der dritten Liga des Landes, der Thai League 3, in der Upper-Region. 2017 wurde er mit dem Klub Vizemeister und stieg in die zweite Liga auf. Mitte 2018 wechselte er zum Viertligisten Nakhon Nayok FC. Mit Nakhon spielte er in der vierten Liga, der Thai League 4. 2019 unterschrieb er einen Vertrag beim Drittligisten Bangkok FC. Für den Verein aus der thailändischen Hauptstadt Bangkok absolvierte er 24 Drittligaspiele und schoss dabei drei Tore. Im Dezember 2019 wurde er vom Erstligisten Sukhothai FC aus Sukhothai unter Vertrag genommen. Hier stand er bis Saisonende unter Vertrag. Für Sukhothai kam er nicht zum Einsatz. Im September 2020 unterschrieb er einen Vertrag beim Drittligisten Nonthaburi United S.Boonmeerit FC. Mit dem Bangkoker Verein spielte er in der Bangkok Metropolitan Region. Bei dem Klub stand er bis Mitte 2022 unter Vertrag. Wo er die Saison 2022/23 spielte, ist unbekannt. Im Sommer 2023 nahm ihn der in der Western Region spielenden Hua Hin Maraleina FC unter Vertrag. Nach einer Spielzeit, in der er elf Ligaspiele bestritt, wurde sein Vertrag im Sommer 2024 nicht verlängert. Im Januar 2025 verpflichtete ihn der Drittligist Samut Sakhon City FC. Mit dem Verein aus Samut Sakhon spielt er in der Western Region der Liga. Am Ende der Saison 2024/25 feierte er mit dem Verein die Meisterschaft der Region.

## Erfolge
Samut Sakhon City FC
- Thai League 3 – West: 2024/25